# Корюков, Александр Юрьевич
Александр Юрьевич Корюков (9 января 1959 — 3 января 2017, Омск, Российская Федерация) — советский футболист, защитник и полузащитник. Мастер спорта СССР.

## Биография
Воспитанник омского футбола.
Взрослую карьеру начал в 18-летнем возрасте в кемеровском «Кузбассе», но не провёл за команду ни одного матча. В 1978 году вернулся в Омск и в течение 13-ти сезонов выступал за местный «Иртыш». За свою карьеру принял участие в 372 матчах и забил 23 гола в первенствах СССР в первой и второй лигах. Был капитаном команды. Мог сыграть на любой позиции в защите и полузащите, персонально опекать нападающего соперника, обладал сильным и точным ударом с обеих ног. Многократный победитель и призёр зонального турнира второй лиги, обладатель Кубка РСФСР.
В 1990 году, в возрасте 31 год, завершил карьеру на уровне команд мастеров. В начале 1990-х играл на любительском уровне в чемпионате города по футболу и мини-футболу за клуб «ОША». После завершения игровой карьеры отошёл от футбольной деятельности. Выступал в матчах ветеранов.
Похоронен на Ново-Южном кладбище г. Омска.

## Достижения
- Победитель зонального турнира второй лиги (3): 1983, 1988, 1989
- Обладатель Кубка РСФСР (1): 1981

## Личная жизнь
Брат, Юрий Корюков (род. 1955) тоже был футболистом, выступал за московские «Торпедо» и «Локомотив» и ряд других клубов.